# Leptobatopsis nigrescens
Leptobatopsis nigrescens är en stekelart som beskrevs av Chao 1975. Leptobatopsis nigrescens ingår i släktet Leptobatopsis och familjen brokparasitsteklar. Inga underarter finns listade i Catalogue of Life.